# Опір матеріалів (альбом)
«Опір матеріалів» — альбом українського гурту «Тартак». У кінці 2009 року гурт виставив його для вільного скачування на своїй офіційній сторінці. Диск презентовано у квітні 2010 року.

## Композиції
1. Тарамтаратіда
2. Репанк
3. Хто Ти Є?
4. Принцеса Аренбі
5. Книжковий Хробак
6. Моральний Секс
7. Звабте Мене
8. В Моєму Світі
9. Qарпа-ратів
10. Майже На
11. Ай Хай
12. Ти Подумай
13. 3Dенс
14. Атомна Помпа
15. Дж…Ангел

## Музиканти

### Тартак
- Едуард Косорапов (барабани)
- Дмитро Чуєв (бас-гітара)
- Антон Єгоров (гітара)
- Андрій Благун (клавішні, бек-вокал)
- Сашко Положинський (голос)

### Запрошені музиканти
- Діана Попова (вокал у «Ти Подумай»)
- Ярослав Вільчик (спеціальне ритм-програмування)

## Над записом працювали
- Звукорежисер — Ярослав Вільчик
- Саунд-продюсер — Антон Єгоров
- Продюсери — Роман Кальмук і Сашко Положинський